# برزان (دورود)
برزان یک منطقهٔ مسکونی در ایران است که در دهستان حشمت‌آباد شهرستان دورود واقع شده‌است. براساس سرشماری مرکز آمار ایران در سال ۱۳۹۵، برزان ۳۶۰ نفر جمعیت دارد.
منبع اصلی در آمد مردم روستا از طریق کشاورزی و دامپروری است و بیشتر اهالی به همین کار اشتغال دارند.
از امکانات این روستا میتوان به داشتن مسجد ، نانوایی ، زمین چمن ، حسینیه ، جاده آسفالت و.... اشاره کرد.